# Ждяр-над-Сазавою (округ)
Ждяр-над-Сазавою (чеськ. Okres Žďár nad Sázavou) — адміністративно-територіальна одиниця в краю Височина Чеської Республіки. Адміністративний центр — місто Ждяр-над-Сазавою. Площа округу — 1 578,51 кв. км., населення становить 118 273 особи.
До округу входить 174 муніципалітети, з котрих 6 — міста.